# Asynartetisch
Als asynartetische Verse (altgriechisch ἀσυνάρτητος asynartetos, deutsch ‚nicht zusammenhängend‘, ‚unverbunden‘) bzw. Asynarteten (ἀσυνάρτητοι Asynartetoi; Pl. auch Asynarteta)  werden in der antiken Verslehre solche Verse bezeichnet, die aus verschiedenartigen Versfüßen (Daktylus, Jambus, Trochäus) bzw. Kola (z. B. Hemiepes) zusammengesetzt sind, wobei die Teile durch Dihärese getrennt sind. Wenn die Teile durch ein elementum anceps, eine lange oder kurze Bindesilbe, verbunden sind, spricht man von synartetischem Bau.
Bekannte Beispiele sind Archilochius maior und die Daktyloepitriten.